# Шиловка (приток Патрушихи)
Шиловка — река в России, протекает в Свердловской области. Устье реки находится в 7,8 км по правому берегу реки Патрушиха. Длина реки составляет 15 км, площадь водосборного бассейна 152 км².
В 5,5 км от устья справа в Шиловку впадает Уктус.

## Данные водного реестра
По данным государственного водного реестра России относится к Иртышскому бассейновому округу, водохозяйственный участок реки — Исеть от истока до города Екатеринбург, речной подбассейн реки — Тобол. Речной бассейн реки — Иртыш.